# Чемпіонат світу з водних видів спорту 2011
| Чемпіонат світу з водних видів спорту 2011               | Чемпіонат світу з водних видів спорту 2011               |
| Логотип Чемпіонату світу з водних видів спорту 2011 року | Логотип Чемпіонату світу з водних видів спорту 2011 року |
| -------------------------------------------------------- | -------------------------------------------------------- |
| Місце проведення                                         | Шанхай, КНР                                              |
| Країн                                                    | 181                                                      |
| Спортсменів                                              | 2220 осіб                                                |
| Комплектів медалей                                       | 66                                                       |
| Відкриття                                                | 16 липня 2011 року                                       |
| Закриття                                                 | 31 липня 2011 року                                       |
| Попередній                                               | Рим 2009                                                 |
| Наступний                                                | Барселона 2013                                           |

| Загальний медальний залік | Загальний медальний залік | Загальний медальний залік | Загальний медальний залік | Загальний медальний залік | Загальний медальний залік |
| Місце                     | Країна                    | З                         | С                         | Б                         | Всього                    |
| ------------------------- | ------------------------- | ------------------------- | ------------------------- | ------------------------- | ------------------------- |
| 1                         | США                       | 17                        | 6                         | 9                         | 32                        |
| 2                         | КНР                       | 15                        | 13                        | 8                         | 36                        |
| 3                         | Росія                     | 8                         | 6                         | 4                         | 18                        |
| 4                         | Бразилія                  | 4                         | -                         | -                         | 4                         |
| 5                         | Італія                    | 3                         | 4                         | 2                         | 9                         |
| 6                         | Велика Британія           | 3                         | 3                         | -                         | 6                         |
| 7                         | Австралія                 | 2                         | 10                        | 4                         | 16                        |
| 8                         | Франція                   | 2                         | 4                         | 5                         | 11                        |
| 9                         | Нідерланди                | 2                         | 1                         | 3                         | 6                         |
| 10                        | Греція                    | 2                         | 1                         | 1                         | 4                         |
| 11                        | Данія                     | 2                         | 1                         | -                         | 3                         |
| 12                        | Німеччина                 | 1                         | 3                         | 9                         | 13                        |
| 13                        | Швеція                    | 1                         | 1                         | -                         | 2                         |
| 14                        | Угорщина                  | 1                         | -                         | 4                         | 5                         |
| 15                        | Південна Корея            | 1                         | -                         | -                         | 1                         |
| 15                        | Білорусь                  | 1                         | -                         | -                         | 1                         |
| 15                        | Швейцарія                 | 1                         | -                         | -                         | 1                         |
| 15                        | Болгарія                  | 1                         | -                         | -                         | 1                         |
| 15                        | Норвегія                  | 1                         | -                         | -                         | 1                         |
| 20                        | Канада                    | -                         | 4                         | 3                         | 7                         |
| 21                        | Японія                    | -                         | 4                         | 2                         | 6                         |
| 22                        | Іспанія                   | -                         | 1                         | 5                         | 6                         |
| 23                        | Польща                    | -                         | 1                         | -                         | 1                         |
| 23                        | Сербія                    | -                         | 1                         | -                         | 1                         |
| 25                        | ПАР                       | -                         | -                         | 3                         | 3                         |
| 26                        | Мексика                   | -                         | -                         | 2                         | 2                         |
| 27                        | Україна                   | -                         | -                         | 1                         | 1                         |
| 27                        | Хорватія                  | -                         | -                         | 1                         | 1                         |
| Загалом                   | Загалом                   | 68                        | 64                        | 66                        | 198                       |

Чотирнадцятий Чемпіонат світу з водних видів спорту проходила з 16 до 31 липня 2011 року в китайському місті Шанхай.
Міжнародна федерація плавання (FINA) оголосила столицю цього Чемпіонату світу ще 23 березня 2007 року під час Чемпіонату світу з водних видів спорту в Мельбурні. У фінальному голосуванні конкурентом Шанхая було місто Доха в Катарі. В передфінальному етапі претендентами на проведення ЧС були Дурбан (ПАР), Мадрид (Іспанія), Сан-Франциско (США), Сеул (Південна Корея) та японська спілка з плавання (без зазначення конкретного міста). Таким чином, Китай став перший раз господарем Чемпіонату світу з водних видів спорту.
Місцем проведення змагань був Шанхайський закритий стадіон для змагань з плавання та синхронного плавання. На стадіоні вміщається 12 тисяч глядачів. Місцем проведення турнірів з водного поло став Шанхайський критий плавальний басейн, змагань з плавання на відкритій воді — Цзіньшаньський міський пляж, а змагань зі стрибків у воду — відкритий басейн для стрибків у воду (5 000 місць для глядачів).
Вперше після заборони використання високотехнологічних плавальних костюмів був побитий світовий рекорд американцем Раяном Лохте. Він покращив власний ж рекорд (встановлений в Римі на Чемпіонаті світу 2009 року) на 200 м комплексним плаванням на 0,10 секунди (новий рекорд — 1:54,00 хвилини). В останній день змагань був встановлений також другий світовий рекорд ЧС на 1500 м вільним стилем китайцем Сунь Яном, який побив рекорд австралійця Ґранта Гаккетта 2001 року, що тримався найдовше.
В загальнокомандному заліку перше місце зайняли США, друге — КНР, третє — Росія. Україна посіла 27 місце (одна бронзова медаль у синхронних стрибках з вишки 10 м здобута Олександром Бондарем та Олександром Горшковозом).

## Графік та види змагань
Загалом розігрувалося 66 видів змагань — це на один більше ніж на минулому Чемпіонаті світу 2009 року. Чоловіки брали участь в 29 змаганнях, жінки — в 36. Новим видом є змішане командне змагання з плавання на відкритій воді. В іншому ж, програма змагань така ж, як і в попередньому Чемпіонаті світу.
Легенда до нижченаведеної програми змагань:
|  | Церемонії відкриття та закриття |  | Кваліфікаційні змагання | 2 | Фінали |

Останній рядок: загальна кількість фіналів в окремих видів змагань.
| Відкриття/Закриття         |   |   |   |   |   |   |   |   |   |   |   |   |   |   |   |   |    |
| Плавання на відкритій воді |   |   |   | 1 | 1 | 1 | 2 | 2 |   |   |   |   |   |   |   |   | 7  |
| Плавання                   |   |   |   |   |   |   |   |   | 4 | 4 | 5 | 4 | 5 | 5 | 6 | 7 | 40 |
| Синхронне плавання         |   | 1 | 1 | 1 | 1 | 1 | 1 | 1 |   |   |   |   |   |   |   |   | 7  |
| Водне поло                 |   |   |   |   |   |   |   |   |   |   |   |   |   | 1 | 1 |   | 2  |
| Стрибки у воду             | 1 | 1 | 2 | 2 |   | 1 | 1 | 1 | 1 |   |   |   |   |   |   |   | 10 |
| Фінали                     | 1 | 2 | 3 | 4 | 2 | 3 | 4 | 4 | 5 | 4 | 5 | 4 | 5 | 6 | 7 | 7 | 66 |

## Стрибки у воду

### Чоловіки

#### Трамплін 1 м
| Місце | Країна    | Спортсмен         | Очки   |
| ----- | --------- | ----------------- | ------ |
| 1     | КНР       | Лі Шіксін         | 463,90 |
| 2     | КНР       | Хе Мін            | 444,00 |
| 3     | Німеччина | Павло Розенберг   | 436,50 |
| 4     | США       | Крістофер Колвілл | 427,15 |
| 5     | Іспанія   | Хав'єр Іллана     | 402,40 |
| 6     | Канада    | Рубен Росс        | 401,40 |
| 7     | Росія     | Євген Кузнецов    | 388,10 |
| 8     | Польща    | Анджей Жешутек    | 368,95 |

Фінал: 18 липня 2011 року

#### Трамплін 3 м
| Місце | Країна          | Спортсмен      | Очки   |
| ----- | --------------- | -------------- | ------ |
| 1     | КНР             | Хе Чун         | 554,30 |
| 2     | Росія           | Ілля Захаров   | 508,95 |
| 3     | Росія           | Євген Кузнецов | 493,55 |
| 4     | КНР             | Цінь Кай       | 481,90 |
| 5     | США             | Трой Дюмей     | 479,95 |
| 6     | Мексика         | Яхель Кастілло | 464,10 |
| 7     | Франція         | Метью Россе    | 455,45 |
| 8     | Велика Британія | Джек Лафер     | 453,50 |

Фінал: 22 липня 2011 року

#### Вишка 10 м
| Місце | Країна          | Спортсмен        | Очки   |
| ----- | --------------- | ---------------- | ------ |
| 1     | КНР             | Цю Бо            | 585,45 |
| 2     | США             | Девід Бодая      | 544,25 |
| 3     | Німеччина       | Саша Кляйн       | 534,50 |
| 4     | Росія           | Віктор Мінімаєв  | 527,50 |
| 5     | Велика Британія | Томас Дейлі      | 505,10 |
| 6     | США             | Нік Маккрорі     | 501,65 |
| 7     | Мексика         | Іван Гарція      | 493,15 |
| 8     | Україна         | Олександр Бондар | 457,35 |

Фінал: 24 липня 2011 року

#### Трамплін 3 м, синхрон
| Місце | Країна          | Спортсмени                             | Очки   |
| ----- | --------------- | -------------------------------------- | ------ |
| 1     | КНР             | Ло Юйтун Цінь Кай                      | 463,98 |
| 2     | Росія           | Євген Кузнецов Ілля Захаров            | 451,89 |
| 3     | Мексика         | Яхель Кастілло Юліан Санчез            | 437,61 |
| 4     | США             | Крістіан Іпсен Трой Дюмей              | 429,06 |
| 5     | Німеччина       | Патрік Гаусдінґ Штефан Фек             | 414,39 |
| 6     | Україна         | Олександр Горшковозов Олексій Пригоров | 412,20 |
| 7     | Велика Британія | Нік Робінсон-Бейкер Крістофер Мірс     | 403,68 |
| 8     | Франція         | Демієн Селі Метью Россе                | 402,36 |

Фінал: 19 липня 2011 року

#### Вишка 10м, синхрон
| Місце | Країна          | Спортсмени                             | Очки   |
| ----- | --------------- | -------------------------------------- | ------ |
| 1     | КНР             | Хуо Лян Цю Бо                          | 480,03 |
| 2     | Німеччина       | Саша Кляйн Патрік Гаусдінґ             | 443,01 |
| 3     | Україна         | Олександр Бондар Олександр Горшковозов | 435,36 |
| 4     | Росія           | Ілля Захаров Віктор Мінібаєв           | 427,98 |
| 5     | США             | Девід Бодая Нік Маккрорі               | 420,69 |
| 6     | Велика Британія | Пітер Вотерфілд Томас Дейлі            | 407,46 |
| 7     | Мексика         | Іван Гарція Герман Санхез              | 393,09 |
| 8     | Канада          | Ерік Зен Кевін Гейсан                  | 386,70 |

Фінал: 17 липня 2011 року

### Жінки

#### Трамплін 1 м
| Місце | Країна    | Спортсмен       | Очки   |
| ----- | --------- | --------------- | ------ |
| 1     | КНР       | Ші Тінгмао      | 318,65 |
| 2     | КНР       | Ванг Хан        | 310,20 |
| 3     | Італія    | Таня Каньотто   | 295,45 |
| 4     | Італія    | Марія Марконі   | 290,15 |
| 5     | Росія     | Надія Бажина    | 286,20 |
| 6     | США       | Аббі Джонстон   | 282,85 |
| 7     | Австралія | Шарлін Страттон | 281,65 |
| 8     | Швеція    | Анна Ліндберг   | 279,55 |

Фінал: 19 липня 2011 року

#### Трамплін 3 м
| Місце | Країна    | Спортсмен         | Очки   |
| ----- | --------- | ----------------- | ------ |
| 1     | КНР       | Ву Мінься         | 380,85 |
| 2     | КНР       | Хе Ци             | 379,15 |
| 3     | Канада    | Дженніфер Абель   | 365,10 |
| 4     | США       | Крістіна Лукас    | 350,10 |
| 5     | Австралія | Шарлін Страттон   | 330,75 |
| 6     | Мексика   | Лаура Санчез      | 329,70 |
| 7     | США       | Келсі Бріант      | 322,95 |
| 8     | Україна   | Ганна Письменська | 317,25 |

Фінал: 23 липня 2011 року

#### Вишка 10 м
| Місце | Країна    | Спортсмен             | Очки   |
| ----- | --------- | --------------------- | ------ |
| 1     | КНР       | Чень Жолінь           | 405,30 |
| 2     | КНР       | Ху Ядань              | 394,00 |
| 3     | Мексика   | Паола Еспіноза        | 377,15 |
| 4     | Канада    | Меган Бенфеіто        | 375,50 |
| 5     | Малайзія  | Панделела Рінонг Памг | 355,85 |
| 6     | Україна   | Юлія Прокопчук        | 340,15 |
| 7     | Австралія | Александра Кроак      | 337,75 |
| 8     | Канада    | Розелайн Філіон       | 333,00 |

Фінал: 21 липня 2011 року

#### Трамплін 3 м, синхрон
| Місце | Країна    | Спортсмени                                                    | Очки   |
| ----- | --------- | ------------------------------------------------------------- | ------ |
| 1     | КНР       | Ву Мінься Хе Ци                                               | 356,40 |
| 2     | Канада    | Емілі Гейманс Дженніфер Абель                                 | 313,50 |
| 3     | Австралія | Шарлін Страттон Анабель Сміт                                  | 306,90 |
| 4     | Україна   | Олена Федорова Ганна Письменська                              | 302,40 |
| 5     | Німеччина | Катя Діков Уші Фрайтаг                                        | 299,40 |
| 6     | Італія    | Таня Кагнотто Францеска Даллапе                               | 297,60 |
| 7     | США       | Крістіна Лукас Кассіді Кук                                    | 288,00 |
| 8     | Росія     | Світлана В'ячеславівна Філіппова Анастасія Юріївна Позднякова | 282,72 |

Фінал: 16 липня 2011 року

#### Вишка 10 м, синхрон
| Місце | Країна          | Спортсмени                         | Очки   |
| ----- | --------------- | ---------------------------------- | ------ |
| 1     | КНР             | Чень Жолінь Ванг Хао               | 362,58 |
| 2     | Австралія       | Александра Кроак Мелісса Ву        | 325,92 |
| 3     | Німеччина       | Крістін Штоєр Нора Субшінскі       | 316,92 |
| 4     | Велика Британія | Сара Бароу Тоня Коуч               | 314,52 |
| 5     | Україна         | Вікторія Потєхіна Юлія Прокопчук   | 311,64 |
| 6     | Малайзія        | Панделела Рінонг Памг Мун Йі Леонг | 305,34 |
| 7     | Канада          | Меган Бенфеіто Розелайн Філіон     | 303,87 |
| 8     | Мексика         | Паола Еспіноза Татьяна Ортіс       | 298,80 |

Фінал: 18 липня 2011 року

## Синхронне плавання

### Жінки

#### Комбінація
| Місце | Країна | Спортсмен | Очки   |
| ----- | ------ | --- | ------ |
| 1     | Росія  | Анастасія Давидова, Марія Громова, Ельвіра Хасянова, Наталія Іщенко, Світлана Ромашина, Світлана Колесніченко, Дар'я Коробова, Олександра Пацкевич, Алла Шишкіна, Анжелика Тиманина, Аніся Ольхова, Олександра Зуєва | 98,470 |
| 2     | КНР    | Хуан Сюечень, Лю Оу, Чан Си, Фань Цзячень, Юй Леле, Ло Сі, Сунь Веньянь, У Івень, Чень Сяоцзюнь, Го Лі, Цзян Тінтін, Цзян Веньвень                                                                                   | 96,390 |
| 3     | Канада | Женев'єва Беланже, Марі-П'єр Будро Ганьон, Стефані Дюроше, Джо Анні Фортін, Хлоя Ісаак, Стефані Леклейр, Трейсі Літтл, Еліза Маркотт, Каріна Томас, Валері Уелш, Габріелла Кардінал, Ерін Віллсон                    | 96,150 |

Фінал: 21 липня 2011 року

#### Соло, технічна програма
| Місце | Країна  | Спортсмен      | Очки   |
| ----- | ------- | -------------- | ------ |
| 1     | Росія   | Наталія Іщенко | 98,300 |
| 2     | КНР     | Хуан Сюечень   | 96,500 |
| 3     | Іспанія | Андреа Фуентес | 95,300 |

Фінал: 17 липня 2011 року

#### Дует, технічна програма
| Місце | Країна  | Спортсмен                        | Очки   |
| ----- | ------- | -------------------------------- | ------ |
| 1     | Росія   | Наталія Іщенко Світлана Ромашина | 98,200 |
| 2     | КНР     | Хуан Сюечень Лю Оу               | 96,500 |
| 3     | Іспанія | Она Карбонелл Андреа Фуентес     | 95,400 |

Фінал: 18 липня 2011 року

#### Група, технічна програма
| Місце | Країна  | Спортсмен | Очки   |
| ----- | ------- | --- | ------ |
| 1     | Росія   | Анастасія Давидова, Марія Громова, Ельвіра Хасянова, Світлана Колесніченко, Дар'я Коробова, Олександра Пацкевич, Алла Шишкіна, Анжелика Тиманина, Аніся Ольхова, Олександра Зуєва | 98,300 |
| 2     | КНР     | Хуан Сюечень, Лю Оу, Чан Си, Цзян Тінтін, Цзян Веньвень, Ло Сі, Сунь Веньянь, У Івень, Чень Сяоцзюнь, Го Лі                                                                       | 96,800 |
| 3     | Іспанія | Она Карбонелл, Андреа Фуентес, Клара Басіана, Альба Кабельйо, Марга Креслі, Таіс Енрікес, Паула Кламбург, Крістіна Сальвадор, Сара Джіхон, Ірена Монтруччіо                       | 96,000 |

Фінал: 19 липня 2011 року

#### Соло, довільна програма
| Місце | Країна  | Спортсмен      | Очки   |
| ----- | ------- | -------------- | ------ |
| 1     | Росія   | Наталія Іщенко | 98,550 |
| 2     | Іспанія | Андреа Фуентес | 96,520 |
| 3     | КНР     | Сунь Веньянь   | 95,840 |

Фінал: 20 липня 2011 року

#### Дует, довільна програма
| Місце | Країна  | Спортсмен                        | Очки   |
| ----- | ------- | -------------------------------- | ------ |
| 1     | Росія   | Наталія Іщенко Світлана Ромашина | 98,410 |
| 2     | КНР     | Цзян Тінтін Цзян Веньвень        | 96,810 |
| 3     | Іспанія | Она Карбонелл Андреа Фуентес     | 96,500 |

Фінал: 22 липня 2011 року

#### Група, довільна програма
| Місце | Країна  | Спортсмен | Очки   |
| ----- | ------- | --- | ------ |
| 1     | Росія   | Анастасія Давидова, Марія Громова, Ельвіра Хасянова, Світлана Колесніченко, Дар'я Коробова, Олександра Пацкевич, Алла Шишкіна, Анжелика Тиманина, Наталія Іщенко, Олександра Зуєва | 98,300 |
| 2     | КНР     | Хуан Сюечень, Лю Оу, Чан Си, Цзян Тінтін, Цзян Веньвень, Ло Сі, Сунь Веньянь, У Івень, Чень Сяоцзюнь, Фянь Цзячень                                                                 | 96,800 |
| 3     | Іспанія | Она Карбонелл, Андреа Фуентес, Клара Басіана, Альба Кабельйо, Марга Креслі, Таіс Енрікес, Паула Кламбург, Крістіна Сальвадор, Сара Джіхон, Ірена Монтруччіо                        | 96,000 |

Фінал: 23 липня 2011 року

## Плавання на відкритій воді

### Чоловіки

#### 5 км
| Місце | Країна    | Спортсмен         | Час        |
| ----- | --------- | ----------------- | ---------- |
| 1     | Німеччина | Томас Лурц        | 56:16,6 хв |
| 2     | Греція    | Спірос Гіанніотіс | 56:17,4 хв |
| 3     | Росія     | Євгеній Дратцев   | 56:18,5 хв |

Фінал: 22 липня 2011 року

#### 10 км
| Місце | Країна    | Спортсмен         | Час           |
| ----- | --------- | ----------------- | ------------- |
| 1     | Греція    | Спірос Гіанніотіс | 1:54:24,7 год |
| 2     | Німеччина | Томас Лурц        | 1:54:27,2 год |
| 3     | Росія     | Сергій Большаков  | 1:54:31,8 год |

Фінал: 20 липня 2011 року

#### 25 км
| Місце | Країна   | Спортсмен        | Час           |
| ----- | -------- | ---------------- | ------------- |
| 1     | Болгарія | Петър Стойчев    | 5:10:39,8 год |
| 2     | Росія    | Володимир Дятчін | 5:11:15,6 год |
| 3     | Угорщина | Чаба Герчак      | 5:11:18,1 год |

Фінал: 23 липня 2011 року

### Жінки

#### 5 км
| Місце | Країна    | Спортсмен          | Час           |
| ----- | --------- | ------------------ | ------------- |
| 1     | Швейцарія | Сванн Оберзон      | 1:00:39,7 год |
| 2     | Франція   | Орелі Муллер       | 1:00:40,1 год |
| 3     | США       | Ешлі Грейс Твічелл | 1:00:40,2 год |

Фінал: 22 липня 2011 року

#### 10 км
| Місце | Країна          | Спортсмен         | Час           |
| ----- | --------------- | ----------------- | ------------- |
| 1     | Велика Британія | Кері-Енн Пейн     | 2:01:58,1 год |
| 2     | Італія          | Мартіна Грімалді  | 2:01:59,9 год |
| 3     | Греція          | Маріанна Лімперта | 2:02:01,8 год |

Фінал: 19 липня 2011 року

#### 25 км
| Місце | Країна    | Спортсмен         | Час           |
| ----- | --------- | ----------------- | ------------- |
| 1     | Бразилія  | Ана Марсела Кунья | 5:29:22,9 год |
| 2     | Німеччина | Анґела Маурер     | 5:29:25,0 год |
| 3     | Італія    | Аліс Франко       | 5:29:30,8 год |

Фінал: 23 липня 2011 року

### Змішана група

#### 5 км
| Місце | Країна    | Спортсмени                               | Час           |
| ----- | --------- | ---------------------------------------- | ------------- |
| 1     | США       | Ендрю Ґеммелл Сін Райан Ешлі Твічелл     | 0:57:00,6 год |
| 2     | Австралія | Малісса Горман Ріс Мейнстоун Кі Хест     | 0:57:01,8 год |
| 3     | Німеччина | Ян Вольфґартен Томас Лурц Ізабелле Герле | 0:57:44,2 год |

Фінал: 21 липня 2011 року

## Плавання

### Чоловіки

#### Вільний стиль

##### 50 м вільним стилем
| Місце | Країна   | Спортсмен          | Час   |
| ----- | -------- | ------------------ | ----- |
| 1     | Бразилія | Сезар Сьєло Фільйо | 21,52 |
| 2     | Італія   | Лука Дотто         | 21,90 |
| 3     | Франція  | Ален Бернар        | 21,92 |

Фінал: 30 липня 2011 року

##### 100 м вільним стилем
| Місце | Країна    | Спортсмен        | Час   |
| ----- | --------- | ---------------- | ----- |
| 1     | Австралія | Джеймс Магнуссен | 47,63 |
| 2     | Канада    | Брент Хейден     | 47,95 |
| 3     | Франція   | Вільям Мейнар    | 48,00 |

Фінал: 28 липня 2011 року

##### 200 м вільним стилем
| Місце | Країна    | Спортсмен      | Час     |
| ----- | --------- | -------------- | ------- |
| 1     | США       | Раян Лохте     | 1:44,44 |
| 2     | США       | Майкл Фелпс    | 1:44,79 |
| 3     | Німеччина | Пауль Бідерман | 1:44,88 |

Фінал: 26 липня 2011 року

##### 400 м вільним стилем
| Місце | Країна         | Спортсмен      | Час     |
| ----- | -------------- | -------------- | ------- |
| 1     | Південна Корея | Пак Тхе Хван   | 3:42.04 |
| 2     | КНР            | Сунь Ян        | 3:43.24 |
| 3     | Німеччина      | Пауль Бідерман | 3:44.14 |

Фінал: 24 липня 2011 року

##### 800 м вільним стилем
| Місце | Країна   | Спортсмен    | Час     |
| ----- | -------- | ------------ | ------- |
| 1     | КНР      | Сунь Ян      | 7:38,57 |
| 2     | Канада   | Раян Кокрейн | 7:41,86 |
| 3     | Угорщина | Герге Кіш    | 7:44,94 |

Фінал: 27 липня 2011 року

##### 1500 м вільним стилем
| Місце | Країна   | Спортсмен    | Час                      |
| ----- | -------- | ------------ | ------------------------ |
| 1     | КНР      | Сунь Ян      | 14:34,14 Світовий рекорд |
| 2     | Канада   | Раян Кокрейн | 14:44,46                 |
| 3     | Угорщина | Герге Кіш    | 14:45,66                 |

Фінал: 31 липня 2011 року

#### На спині

##### 50 м на спині
| Місце | Країна          | Спортсмен        | Час      |
| ----- | --------------- | ---------------- | -------- |
| 1     | Велика Британія | Ліам Тенкок      | 00:24,50 |
| 2     | Франція         | Каміль Лакур     | 00:24,57 |
| 3     | ПАР             | Герхард Цандберг | 00:24,66 |

Фінал: 31 липня 2011 року

##### 100 м на спині
| Місце | Країна  | Спортсмен       | Час   |
| ----- | ------- | --------------- | ----- |
| 1     | Франція | Камілль Лакурт  | 52,76 |
| 1     | Франція | Джереми Стравюс | 52,76 |
| 3     | Японія  | Рьосуке Іріе    | 52,98 |

Фінал: 26 липня 2011 року

##### 200 м на спині
| Місце | Країна | Спортсмен    | Час     |
| ----- | ------ | ------------ | ------- |
| 1     | США    | Раян Лохте   | 1:52,96 |
| 2     | Японія | Рьосуке Іріе | 1:54,11 |
| 3     | США    | Тайлер Клері | 1:54,69 |

Фінал: 29 липня 2011 року

#### Брас

##### 50 м брасом
| Місце | Країна   | Спортсмен            | Час   |
| ----- | -------- | -------------------- | ----- |
| 1     | Бразилія | Феліпе Сілва         | 27,01 |
| 2     | Італія   | Фабіо Скоццолі       | 27,17 |
| 3     | ПАР      | Кемерон ван дер Бург | 27,19 |

Фінал: 27 липня 2011 року

##### 100 м брасом
| Місце | Країна   | Спортсмен            | Час   |
| ----- | -------- | -------------------- | ----- |
| 1     | Норвегія | Александер Дале Оен  | 58,71 |
| 2     | Італія   | Фабіо Скоццолі       | 59,42 |
| 3     | ПАР      | Кемерон ван дер Бург | 59,49 |

Фінал: 25 липня 2011 року

##### 200 м брасом
| Місце | Країна    | Спортсмен        | Час     |
| ----- | --------- | ---------------- | ------- |
| 1     | Угорщина  | Даніель Дьюрта   | 2:08,41 |
| 2     | Японія    | Кітаджіма Косуке | 2:08,63 |
| 3     | Німеччина | Крістіан фом Лєн | 2:09,06 |

Фінал: 29 липня 2011 року

#### Батерфляй

##### 50 м батерфляєм
| Місце | Країна    | Спортсмен          | Час   |
| ----- | --------- | ------------------ | ----- |
| 1     | Бразилія  | Сезар Сьєло Фільйо | 23,10 |
| 2     | Австралія | Метт Тарґетт       | 23,28 |
| 3     | Австралія | Джефф Хьойджілл    | 23,35 |

Фінал: 25 липня 2011 року

##### 100 м батерфляєм
| Місце | Країна | Спортсмен      | Час   |
| ----- | ------ | -------------- | ----- |
| 1     | США    | Майкл Фелпс    | 50,71 |
| 2     | Польща | Конрад Черняк  | 51,15 |
| 3     | США    | Тайлер Макгілл | 51,26 |

Фінал: 30 липня 2011 року

##### 200 м батерфляєм
| Місце | Країна | Спортсмен     | Час     |
| ----- | ------ | ------------- | ------- |
| 1     | США    | Майкл Фелпс   | 1:53,34 |
| 2     | Японія | Мацуда Такесі | 1:54,01 |
| 3     | КНР    | У Пен         | 1:54,67 |

Фінал: 27 липня 2011 року

#### Комплексне плавання

##### 200 м комплексним плаванням
| Місце | Країна   | Спортсмен   | Час                     |
| ----- | -------- | ----------- | ----------------------- |
| 1     | США      | Раян Лохте  | 1:54,00 Світовий рекорд |
| 2     | США      | Майкл Фелпс | 1:54,16                 |
| 3     | Угорщина | Чех Ласло   | 1:57,69                 |

Фінал: 28 липня 2011 року

##### 400 м комплексним плаванням
| Місце | Країна | Спортсмен    | Час      |
| ----- | ------ | ------------ | -------- |
| 1     | США    | Раян Лохте   | 04:07,13 |
| 2     | США    | Тайлер Клері | 04:11.17 |
| 3     | Японія | Хоріхата Юя  | 04:11,98 |

Фінал: 31 липня 2011 року

#### Естафета

##### Естафета 4 x 100 м вільним стилем
| Місце | Країна    | Спортсмени                                                       | Час     |
| ----- | --------- | ---------------------------------------------------------------- | ------- |
| 1     | Австралія | - Джеймс Магнуссен - Метт Тарґетт - Меттью Ебуд - Імон Саллівен  | 3:11,00 |
| 2     | Франція   | - Ален Бернар - Жеремі Страв'юс - Вільям Мейнар - Фаб'ян Жіло    | 3:11,14 |
| 3     | США       | - Майкл Фелпс - Ґаррет Вебер-Ґейл - Джейсон Лезак - Натан Едрієн | 3:11,96 |

Фінал: 24 липня 2011 року

##### Естафета 4 x 200 м вільним стилем
| Місце | Країна  | Спортсмени                                                     | Час     |
| ----- | ------- | -------------------------------------------------------------- | ------- |
| 1     | США     | - Майкл Фелпс - Пітер Вандеркаай - Ріккі Беренс - Раян Лохте   | 7:02,67 |
| 2     | Франція | - Яннік Аньєль - Грегорі Малле - Жеремі Страв'юс - Фаб'ян Жіло | 7:04,81 |
| 3     | КНР     | - Ван Шунь - Чжан Лінь - Лі Юньці - Сунь Ян                    | 7:05,67 |

Фінал: 29 липня 2011 року

##### Естафета 4 x 100 м комплексним плаванням
| Місце | Країна    | Спортсмени                                                             | Час     |
| ----- | --------- | ---------------------------------------------------------------------- | ------- |
| 1     | США       | - Нік Томан - Марк Ґенґлофф - Майкл Фелпс - Натан Едрієн               | 3:32,06 |
| 2     | Австралія | - Гейден Стоккел - Брентон Рікард - Джефф Хьойджілл - Джеймс Магнуссен | 3:32,26 |
| 3     | Німеччина | - Хелге Меув - Гендрік Фелдвер - Бен'ямін Штарке - Пауль Бідерман      | 3:32,60 |

Фінал: 31 липня 2011 року

### Жінки

#### Вільний стиль

##### 50 м вільним стилем
| Місце | Країна     | Спортсмен           | Час   |
| ----- | ---------- | ------------------- | ----- |
| 1     | Швеція     | Тереза Альсхаммар   | 24,14 |
| 2     | Нідерланди | Раномі Кромовідьойо | 24,27 |
| 3     | Нідерланди | Марлен Велдгойс     | 24,49 |

Фінал: 31 липня 2011 року

##### 100 м вільним стилем
| Місце | Країна     | Спортсмен             | Час   |
| ----- | ---------- | --------------------- | ----- |
| 1     | Данія      | Жанетт Оттесен        | 53,45 |
| 1     | Білорусь   | Олександра Герасименя | 53,45 |
| 3     | Нідерланди | Раномі Кромовідьойо   | 53,66 |

Фінал: 29 липня 2011 року

##### 200 м вільним стилем
| Місце | Країна    | Спортсмен           | Час     |
| ----- | --------- | ------------------- | ------- |
| 1     | Італія    | Федеріка Пеллегріні | 1:55,58 |
| 2     | Австралія | Кайлі Палмер        | 1:56,04 |
| 3     | Франція   | Каміль Мюффа        | 1:56,10 |

Фінал: 27 липня 2011 року

##### 400 м вільним стилем
| Місце | Країна          | Спортсмен           | Час     |
| ----- | --------------- | ------------------- | ------- |
| 1     | Італія          | Федеріка Пеллегріні | 4:01,97 |
| 2     | Велика Британія | Ребекка Едлінгтон   | 4:04,01 |
| 3     | Франція         | Каміль Мюффа        | 4:04,06 |

Фінал: 24 липня 2011 року

##### 800 м вільним стилем
| Місце | Країна          | Спортсмен         | Час     |
| ----- | --------------- | ----------------- | ------- |
| 1     | Велика Британія | Ребекка Едлінгтон | 8:17,51 |
| 2     | Данія           | Лотте Фрійс       | 8:18,20 |
| 3     | США             | Кейт Зіглер       | 8:23,36 |

Фінал: 30 липня 2011 року

##### 1500 м вільним стилем
| Місце | Країна | Спортсмен   | Час      |
| ----- | ------ | ----------- | -------- |
| 1     | Данія  | Лотте Фрійс | 15:49,59 |
| 2     | США    | Кейт Зіглер | 15:55,60 |
| 3     | КНР    | Лі Сюаньсюй | 15:58,02 |

Фінал: 26 липня 2011 року

#### На спині

##### 50 м на спині
| Місце | Країна | Спортсмен       | Час   |
| ----- | ------ | --------------- | ----- |
| 1     | Росія  | Анастасія Зуєва | 27,79 |
| 2     | Японія | Теракава Ая     | 27,93 |
| 3     | США    | Міссі Френклін  | 28,01 |

Фінал: 28 липня 2011 року

##### 100 м на спині
| Місце | Країна | Спортсмен       | Час   |
| ----- | ------ | --------------- | ----- |
| 1     | КНР    | Чжао Цін        | 59,05 |
| 2     | Росія  | Анастасія Зуєва | 59,06 |
| 3     | США    | Наталі Кафлін   | 59,15 |

Фінал: 26 липня 2011 року

##### 200 м на спині
| Місце | Країна     | Спортсмен           | Час     |
| ----- | ---------- | ------------------- | ------- |
| 1     | США        | Міссі Френклін      | 2:05,10 |
| 2     | Австралія  | Белінда Хокінг      | 2:06,06 |
| 3     | Нідерланди | Шарон ван Роувендал | 2:07,78 |
| 4     | Україна    | Дарина Зевіна       | 2:07,82 |

Фінал: 30 липня 2011 року

#### Брас

##### 50 м брасом
| Місце | Країна | Спортсмен      | Час   |
| ----- | ------ | -------------- | ----- |
| 1     | США    | Джессіка Харді | 30,19 |
| 2     | Росія  | Юлія Єфімова   | 30,49 |
| 3     | США    | Ребекка Соні   | 30,58 |

Фінал: 31 липня 2011 року

##### 100 м брасом
| Місце | Країна    | Спортсмен    | Час     |
| ----- | --------- | ------------ | ------- |
| 1     | США       | Ребекка Соні | 1:05,05 |
| 2     | Австралія | Лісель Джонс | 1:06,25 |
| 3     | КНР       | Ці Ліпін     | 1:06,52 |

Фінал: 26 липня 2011 року

##### 200 м брасом
| Місце | Країна | Спортсмен     | Час     |
| ----- | ------ | ------------- | ------- |
| 1     | США    | Ребекка Соні  | 2:21,47 |
| 2     | Росія  | Юлія Єфімова  | 2:22,22 |
| 3     | Канада | Марта Маккейб | 2:24,81 |

Фінал: 29 липня 2011 року

#### Батерфляй

##### 50 м батерфляєм
| Місце | Країна     | Спортсмен         | Час   |
| ----- | ---------- | ----------------- | ----- |
| 1     | Нідерланди | Інґе Деккер       | 25,71 |
| 2     | Швеція     | Тереза Альсхаммар | 25,76 |
| 3     | Франція    | Мелані Енік       | 25,86 |

Фінал: 30 липня 2011 року

##### 100 м батерфляєм
| Місце | Країна    | Спортсмен    | Час   |
| ----- | --------- | ------------ | ----- |
| 1     | США       | Дана Воллмер | 56,87 |
| 2     | Австралія | Аліша Коуттс | 56,94 |
| 3     | КНР       | Лу Ін        | 57,06 |

Фінал: 25 липня 2011 року

##### 200 м батерфляєм
| Місце | Країна          | Спортсмен   | Час     |
| ----- | --------------- | ----------- | ------- |
| 1     | КНР             | Цзяо Люян   | 2:05,55 |
| 2     | Велика Британія | Еллен Генді | 2:05,59 |
| 3     | КНР             | Лю Цзиге    | 2:05,90 |

Фінал: 28 липня 2011 року

#### Комплексне плавання

##### 200 м комплексним плаванням
| Місце | Країна    | Спортсмен     | Час     |
| ----- | --------- | ------------- | ------- |
| 1     | КНР       | Є Шівень      | 2:08,90 |
| 2     | Австралія | Аліша Коуттс  | 2:09,00 |
| 3     | США       | Аріана Кукорс | 2:09,12 |

Фінал: 25 липня 2011 року

##### 400 м комплексним плаванням
| Місце | Країна          | Спортсмен        | Час     |
| ----- | --------------- | ---------------- | ------- |
| 1     | США             | Елізабет Байзель | 4:31,78 |
| 2     | Велика Британія | Ганна Майлі      | 4:34,22 |
| 3     | Австралія       | Стефані Райс     | 4:34,23 |

Фінал: 31 липня 2011 року

#### Естафета

##### Естафета 4 x 100 м вільним стилем
| Місце | Країна     | Спортсмени                                                             | Час     |
| ----- | ---------- | ---------------------------------------------------------------------- | ------- |
| 1     | Нідерланди | - Інґе Деккер - Раномі Кромовідьойо - Марлен Велдгойс - Фемке Гемскерк | 3:33,96 |
| 2     | США        | - Наталі Кафлін - Міссі Френклін - Джессіка Харді - Дана Воллмер       | 3:34,47 |
| 3     | Німеччина  | - Брітта Штеффен - Зілке Ліппок - Ліза Фіттінг - Даніела Шрайбер       | 3:36,05 |

Фінал: 24 липня 2011 року

##### Естафета 4 x 200 м вільним стилем
| Місце | Країна    | Спортсмени                                                      | Час     |
| ----- | --------- | --------------------------------------------------------------- | ------- |
| 1     | США       | - Міссі Френклін - Дагні Натсон - Кейті Гофф - Еллісон Шмітт    | 7:46,14 |
| 2     | Австралія | - Бронті Берретт - Блейр Еванс - Енджі Бейнбрідж - Кайлі Палмер | 7:47,42 |
| 3     | КНР       | - Чень Цянь - Пан Цзяїн - Лю Цзін - Тан І                       | 7:47,66 |

Фінал: 28 липня 2011 року

##### Естафета 4 x 100 м комплексним плаванням
| Місце | Країна    | Спортсмени                                                        | Час     |
| ----- | --------- | ----------------------------------------------------------------- | ------- |
| 1     | США       | - Наталі Кафлін - Ребекка Соні - Дана Воллмер - Міссі Френклін    | 3:52,36 |
| 2     | КНР       | - Чжао Цін - Ці Ліпін - Лу Ін - Тан І                             | 3:55,61 |
| 3     | Австралія | - Белінда Хокінг - Лісель Джонс - Аліша Коуттс - Мерінда Дінгджан | 3:57,13 |

Фінал: 30 липня 2011 року

## Водне поло

### Чоловіки
| Місце | Країна     |
| ----- | ---------- |
| 1     | Італія     |
| 2     | Сербія     |
| 3     | Хорватія   |
| 4     | Угорщина   |
| 5     | Іспанія    |
| 6     | США        |
| 7     | Чорногорія |
| 8     | Німеччина  |

- Фінал (30 липня 2011 року)
- Сербія — Італія 7:8
- Гра за 3 місце (30 липня 2011 року)
- Угорщина — Хорватія 11:12
- Гра за 5 місце (30 липня 2011 року)
- США — Іспанія 10:11
- Гра за 7 місце (30 липня 2011 року)
- Німеччина — Монтенегро 5:8

### Жінки
| Місце | Країна     |
| ----- | ---------- |
| 1     | Греція     |
| 2     | КНР        |
| 3     | Росія      |
| 4     | Італія     |
| 5     | Австралія  |
| 6     | США        |
| 7     | Нідерланди |
| 8     | Канада     |

- Фінал (29 липня 2011 року)
- КНР — Греція 8:9
- Гра за 3 місце (29 липня 2011 року)
- Росія — Італія 8:7
- Гра за 5 місце (29 липня 2011 року)
- США — Австралія 5:10
- Гра за 7 місце (29 липня 2011 року)
- Канада — Нідерланди 7:8